# جيرهارد ويسترمان
جيرهارد ويسترمان (بالهولندية: Gerard Westermann)‏ هو رسام هولندي، ولد في 25 ديسمبر 1880 في ليوواردن في هولندا، وتوفي في 3 فبراير 1971 في أمستردام في هولندا.

## وصلات خارجية
- جيرهارد ويسترمان على موقع أوليمبيديا (الإنجليزية)